# Stefan Blank-Weissberg
Stefan Władysław Blank-Weissberg (ur. 23 marca 1900 w Warszawie, zm. wiosną 1940 w Charkowie) – polski entomolog, pszczelarz, porucznik łączności rezerwy Wojska Polskiego, ofiara zbrodni katyńskiej.

## Życiorys
Syn Franciszka i Ludwiki urodzony 23 marca 1900 w Warszawie. Mając czternaście lat wstąpił do Legionów Polskich. 9 grudnia 1919, jako podoficer byłych Legionów Polskich został mianowany z dniem 1 grudnia 1919 podporucznikiem Wojsk Łączności. Służył wówczas w 1 Pułku Telegraficznym, a później w Dywizji Litewsko-Białoruskiej i 7 Dywizji Piechoty. Ukończył Szkołę Podchorążych Polskiej Organizacji Wojskowej i Szkołę Telegraficzną. W 1921 został przeniesiony do rezerwy. 8 stycznia 1924 został zatwierdzony w stopniu porucznika ze starszeństwem z 1 czerwca 1919 i 99. lokatą w korpusie oficerów rezerwy łączności. Posiadał wówczas przydział w rezerwie do 2 Pułku Łączności w Jarosławiu. W 1934 posiadał przydział w rezerwie do Centrum Wyszkolenia Łączności w Zegrzu.
Po zwolnieniu z wojska studiował nauki przyrodnicze na Wydziale Filozoficznym Uniwersytetu Warszawskiego, równolegle od 1921 pracował jako asystent w Państwowym Muzeum Przyrodniczym. Od 1923 przez rok pracował w Instytucie Biologii Doświadczalnej im. Marcelego Nenckiego, a następnie wyjechał do Wilna, gdzie kontynuował naukę na Wydziale Matematyczno-Przyrodniczym Uniwersytetu Stefana Batorego i pracował w Zakładzie Zoologii. W 1924 uzyskał w Wilnie tytuł doktora. W 1926 powrócił do Warszawy i otrzymał etat w Zakładzie Parazytologii Państwowego Zakładu Higieny. Od 1930 przez cztery lata był starszym asystentem w Zakładzie Zoologii Szkoły Głównej Gospodarstwa Wiejskiego, a następnie adiunktem powstałego Zakładu Pszczelarstwa SGGW; cztery lata później objął stanowisko kierownika tego zakładu i rozpoczął prowadzenie wykładów zleconych. Pełnił funkcję sekretarza generalnego Centralnego Związku Pszczelarzy RP, jako ekspert współpracował z Ministerstwem Rolnictwa i organizacjami entomologicznymi i pszczelarskimi.
W sierpniu 1939 został zmobilizowany, podczas kampanii wrześniowej dowodził służbą telegraficzną na wschodniej Lubelszczyźnie. Po agresji ZSRR na Polskę w nieznanych okolicznościach dostał się do niewoli sowieckiej. Przebywał w obozie jenieckim w Starobielsku. Wiosną 1940 został zamordowany przez funkcjonariuszy NKWD w Charkowie i pogrzebany potajemnie w bezimiennej mogile zbiorowej w Piatichatkach, gdzie od 17 czerwca 2000 mieści się oficjalnie Cmentarz Ofiar Totalitaryzmu w Charkowie. Figuruje na Liście Starobielskiej NKWD pod pozycją 56.

## Upamiętnienie
5 października 2007 minister obrony narodowej Aleksander Szczygło mianował go pośmiertnie na stopień kapitana. Awans został ogłoszony 9 listopada 2007 w Warszawie, w trakcie uroczystości „Katyń Pamiętamy – Uczcijmy Pamięć Bohaterów”.

## Ordery i odznaczenia
- Krzyż Niepodległości – 16 marca 1937 „za pracę w dziele odzyskania niepodległości”[16] zamiast uprzednio (25 stycznia 1933) nadanego Medalu Niepodległości[17]
- Krzyż Walecznych[1]

## Publikacje
- „Barcie i kłody w Polsce” /1937/;
- „Pływak z uwzględnieniem chrabąszcza i niektórych innych chrabąszczy krajowych” /1928/;
- „Znaczenie temperatur skrajnych w ekologii i biogeografii” /1932/